# Znak eura
Znak eura, €, je valutni znak koji se koristi za euro, službenu valutu eurozone i nekih drugih zemalja (primjerice Kosova i Crne Gore). Europska komisija je javnosti predstavila novi logotip 12. prosinca 1996. simbol eura čini stilizirano slovo E (ili ili grčko slovo epsilon), prekriženo s dvije vodoravne crte umjesto jedne. Na engleskom jeziku znak prethodi vrijednosti (primjerice, € 10), dok u većini drugih europskih jezika vrijedi obrnuto (primjerice, 10 €).

## Dizajn
Na raspisani natječaj za simbol nove europske zajedničke valute pristigla su 32 dizajnerska rješenja, a Europska komisija je suzila izbor na deset kandidata. Ovih deset kandidata za novi simbol stavljena su na javnu raspravu. Nakon što je anketa smanjila kandidate s originalnih deset prijedloga na dva, na Komisiji je bilo da odluči konačni dizajn. Ostali dizajni koji su uzeti u obzir nisu dostupni javnosti niti su na javni upit dostupne informacije o dizajnerima. Komisija smatra da je postupak dizajniranja bio interna procedura i drži te evidencije u tajnosti. Konačni pobjednik bio je dizajn koji je izradio tim od četiri stručnjaka čiji identitet nije otkriven. Pretpostavlja se da je belgijski grafički dizajner Alain Billiet pobjednik natječaja, a time i dizajner znaka eura.
Službenu priču o povijesti dizajna znaka eura osporava Arthur Eisenmenger, bivši glavni grafički dizajner Europske ekonomske zajednice, koji kaže da je jednaku ideju za znak eura iznio 25 godina prije odluke Komisije.
Komisija je odredila logotip eura s točnim omjerima i bojama (simbol:Yellow foreground žuta, pozadina: Reflex Blue plava). Iako je Komisija namjeravala da logotip bude propisanog oblika, dizajneri su jasno stavili do znanja da namjeravaju prilagoditi dizajn tako da bude u skladu s slogovnim fontovima kojima će biti dodan.

## Uporaba na računalima i mobilnim telefonima
Generiranje znaka eura putem računala ovisi o operativnom sustavu i nacionalnim konvencijama. U početku su neki proizvođači mobilnih telefona izdali privremeno ažuriranje softvera za taj poseban SMS znak, zamjenjujući rjeđi znak japanskog jena znakom eura. Naredni mobilni telefoni sadržavali su oba valutna znaka.
Euro je predstavljen u Unicode skupu znakova s imenom znaka EURO SIGN i kodnim položajem U+20AC (decimalni broj 8364), kao i u ažuriranim verzijama tradicionalnih latiničnih kodiranja skupova znakova. U HTML-u, entitet se također može koristiti.

### Povijest provedbe
Implicitno kodiranje znakova, zajedno s činjenicom da se položaj koda znaka eura razlikuje u povijesnim shemama kodiranja (kodne stranice), dovelo je do mnogih početnih problema s dosljednim prikazivanjem znaka eura u računalnim aplikacijama. Premda prikazivanje znaka eura nije predstavljalo nikakav problem sve dok se koristio samo jedan sustav (pod uvjetom da je dostupan suvremeni font s odgovarajućim simbolom), mješovite postavke često su stvarale pogreške. U početku su sustavi Apple, Microsoft i Unix odabrali različitu kodnu točku koja predstavlja simbol eura: tako bi korisnik jednog sustava mogao vidjeti simbol eura, dok bi drugi mogao vidjeti drugi simbol ili ne vidjeti ništa. Stariji softver koji je koristio samo starije standarde poput ISO 8859-1 uopće nije sadržavao znak eura. U takvim je situacijama trebalo izvršiti pretvorbu skupa znakova, uz česte pogreške pretvorbe, poput upitnika (?) koji se prikazuje umjesto znaka eura. Uvođenje kodiranja Unicode i UTF-8 riješio je gotovo sve probleme u prikazu znaka eura u modernim računalima.

### Načini unošenja
Ovisno o rasporedu tipkovnice i operativnom sustavu, simbol se može unijeti kao:
- AltGr+4 (UK/IRL)
- AltGr+5 (US INTL/ESP/SWE)
- AltGr+E (BEL/ESP/FRA/GER/ITA/GRE/POR/CZE/EST/LTU/SVK/SWE/ROS/ROP)
- AltGr+U (HU/PL)
- Ctrl+Alt+4 (UK/IRL)
- Ctrl+Alt+5 (US INTL/ESP)
- Ctrl+Alt+e u Microsoft Wordu u SAD-u i dodatnim rasporedima
- Alt+0 u Microsoft Windowsima (ovisno o lokalnim postavkama sustava)
- Ctrl+⇧ Shift+u zatim 2 u Chrome OS, i u drugim operativnim sustavima koji koriste IBus.
- Ctrl+k zatim = u Vim uređivaču teksta.

U operacijskom sustavu MacOS koriste se razne kombinacije tipki, ovisno o rasporedu tipkovnice, primjerice:
- ⌥ Option+2 u britanskom rasporedu
- ⌥ Option+⇧ Shift+2 u rasporedu SAD-a
- ⌥ Option+⇧ Shift+5 u slovenskom rasporedu
- ⌥ Option+$ u francuskom rasporedu[4]
- ⌥ Option+E u njemačkom, španjolskom i talijanskom rasporedu
- ⇧ Shift+4 u švedskom rasporedu

Slijed tipki za sastavljanje znaka eura je Compose+=   a slijedi e.

## Pisaći strojevi
Klasični pisaći strojevi i dalje se koriste u mnogim dijelovima svijeta, pogotovo u zemljama u razvoju. Na pisaćim strojevima na kojima nedostaje znak eura, isti se može napisati upisivanjem velikog slova "C", pomicanjem unatrag i tipkanjem znaka jednakosti ("=").

## Uporaba
Raspored znakova kod pisanja vrijednosti razlikuje se u različitim zemljama. Zemlje su općenito nastavile koristiti stil koji je bio u uporabi za njihove bivše valute. U onim zemljama u kojima je prijašnji običaj bio da se znak stavlja valute ispred brojke, znak eura stavljen je na isto mjesto (npr. 3,50 €), dok u onim zemljama u kojima je iznos prethodio znaku nacionalne valute, znak eura nastavio se stavljati na isti položaj (npr. 3,50 €).

Komisija je u svoje smjernice o upotrebi znaka eura za vlastito osoblje navelo da se simbol eura piše ispred iznosa bez razmaka na engleskom jeziku i nakon iznosa s razmakom na većini drugih jezika.
U novinama i časopisima na engleskom jeziku znak eura, poput znaka dolara ($) i funte (£), stavlja se ispred iznosa i bez razmaka, kako ga koriste novinske kuće poput Financial Timesa i The Economista. Kada se koristi riječ "euro", ona se stavlja iza vrijednosti i piše se malim slovima, množina se koristi za dvije ili više jedinica, a u engleskom jeziku eurocenti se odvojeni točkom, a ne zarezom (npr. 1,50 eura, 14 eura).
Cijene dobara koji koštaju manje od jednog eura (primjerice deset eurocenti) često se označavaju kraticom "ct" (posebice u Njemačkoj, Španjolskoj i Litvi), "snt." (u Finskoj), c. (u Irskoj) i Λ ( veliko slovo lambda za Λεπτό ("Leptó)" u Grčkoj): (primjerice 10 ct., 10c., 10Λ, 10 snt.) Američki stil "¢" ili "￠" rijetko se službeno koristi.

## Vanjske poveznice
- Naziv i simbol eura, Glavna uprava za ekonomska i financijska pitanja Europske komisije
- Komunikacija Komisije: Upotreba simbola eura, srpanj 1997., Glavna uprava za ekonomska i financijska pitanja Europske komisije
- Upisivanje simbola eura na neeuropsku QWERTY tipkovnicu. Prikazano je nekoliko metoda za i druge posebne znakove.